# Villa Reynolds
Villa Reynolds ist ein kleiner Ort im Departamento General Pedernera in der Provinz San Luis im westlichen Zentrum Argentiniens. Er liegt an der Ruta Nacional 7, die Buenos Aires mit Mendoza und Santiago de Chile verbindet, nur wenige Kilometer von der Grenze zur Provinz Córdoba entfernt. Villa Reynolds wächst derzeit entlang der Ruta Nacional 7 und der Eisenbahnlinie mit den Städten Villa Mercedes und Justo Daract zusammen.
In Villa Reynolds befindet sich der Flughafen Flughafen Villa Reynolds. Von hier wurden am 22. März und am 28. März 1973 zwei britische Höhenforschungsraketen vom Typ Skylark gestartet, die 240 km Höhe erreichten.